# Maigret e il libanese
Maigret e il libanese (titolo originale francese Maigret et l'affaire Nahour) è un romanzo di Georges Simenon con protagonista il commissario Maigret.
Il romanzo è stato scritto dal 2 all'8 febbraio 1966 a Epalinges, in Svizzera e pubblicato per la prima volta il 10 dicembre dello stesso anno in Francia presso l'editore Presses de la Cité.
È il sessantacinquesimo romanzo dedicato al celebre commissario.

## Trama

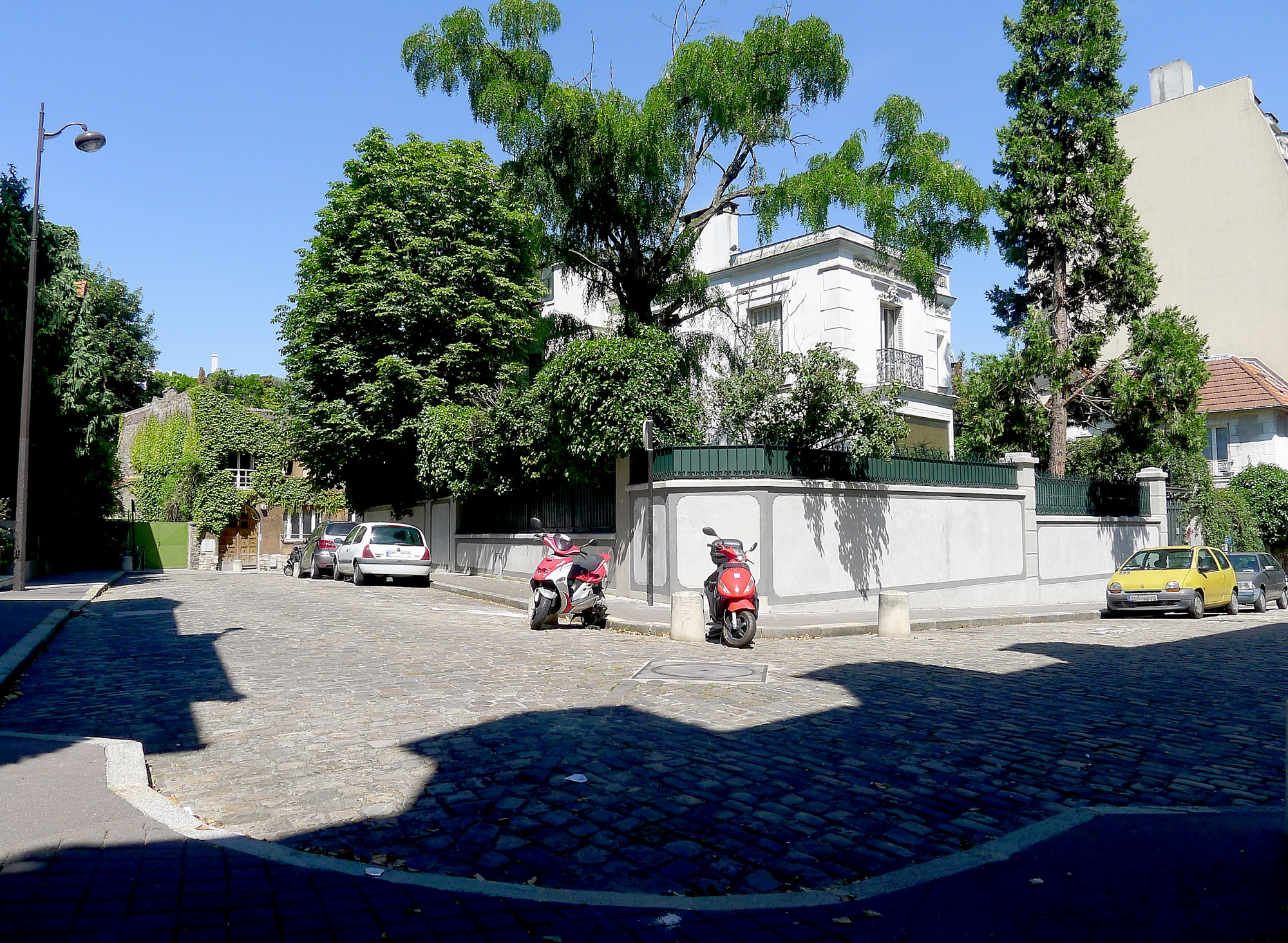
Parigi, veduta su rue du Parc-de-Montsouris

Maigret viene svegliato in piena notte da una telefonata del suo amico Pardon, dopo che era stato a cena da lui, con la moglie. Pardon gli dice che uno sconosciuto si è presentato con una giovane donna ferita da un colpo d'arma da fuoco, chiedendo di curarla. Pardon ha estratto la pallottola e l'ha medicata, poi, con spiegazioni che erano chiaramente false su quel che era accaduto, i due sono spariti. La stessa notte Maigret viene a sapere che la coppia è partita da Orly per Amsterdam. La mattina seguente viene a sapere che Félix Nahour, un ricco libanese, è stato trovato morto nella sua casa di avenue du Parc-Montsouris. Maigret scopre che la ragazza curata da Pardon è Lina, moglie di Nahour, e l'uomo che l'ha accompagnata è Vicente Alvaredo, il suo amante colombiano. La cameriera, Louise Boudin, si rifiuta di parlare. Neanche la deposizione di altri, come Fouad Ouéni, segretario della vittima, o Nelly Velthuis (che finge di non saper parlare francese), aiutano a scoprire cosa sia successo. La polizia fa dunque tornare Lina e Alvaredo da Amsterdam, con la scusa del testamento. La loro versione dei fatti è che Lina voleva sposare Alvaredo, ma il marito non voleva accordarle il divorzio e, preso da gelosia, ha sparato; Fouad Ouéni ha assistito, mentre Alvaredo aspettava in auto. Maigret ha l'impressione che tutti stiano mentendo. Il nuovo interrogatorio di Fouad Ouéni ora cerca di far spostare i sospetti su Alvaredo, ma Maigret non è convinto. Continua a incrociare le domande, indagando sulla vita privata della vittima, mettendo a confronto i testimoni, fino a quando al Quai des Orfèvres, Lina confessa: Fouad è stato il suo amante fino a quanto lei ha conosciuto Alvaredo, poi l'ha respinto, ma lui l'ama ancora; la notte del dramma è stato lui a sparare a Nahour che minacciava la moglie con un'arma, la quale cadendo ha ferito lei. Alvaredo allora ha portato Lina da Pardon: aveva mentito perché non voleva far sapere ad Alvaredo, che lei ama davvero, d'essere stata l'amante del segretario di suo marito, che, d'altra parte, odiava il suo capo libanese, dal quale si sentiva umiliato. Fouad verrà condannato a dieci anni di reclusione.

## Edizioni
Il romanzo è stato pubblicato per la prima volta presso l'editore Presses de la Cité nel 1966.
In Italia è apparso per la prima volta nel 1968, tradotto da Tina Honsel con il titolo Maigret e il libanese e pubblicato da Mondadori nella collana "Le inchieste del commissario Maigret" (n° 75). Sempre per lo stesso editore è stato ripubblicato in altre collane o raccolte tra gli anni sessanta e novanta. Nel 2010 il romanzo è stato pubblicato presso Adelphi, tradotto da Annamaria Carenzi Vailly, con il titolo Maigret e il caso Nahour, nella collana dedicata al commissario (parte de "gli Adelphi", al n° 364).
A gennaio 2012 con questo romanzo il giornale "Sole 24 Ore" lancia una distribuzione in edicola di un'antologia di 40 opere con Maigret, nelle versioni e con i titoili delle edizioni Adelphi.

## Film e televisione
Il film è stato adattato una volta in televisione:
- Nell'episodio dal titolo Maigret et l'affaire Nahour, facente parte della serie televisiva Les enquêtes du commissaire Maigret per la regia di René Lucot, trasmesso per la prima volta su Antenne 2 il 2 dicembre 1978, con Jean Richard nel ruolo del commissario Maigret.